# Bernt Sverdrup
Bernt Anker Sverdrup (17. februar 1734 på Vang i Hedemarken – 31. januar 1809) var en norsk præst, søn af Lars Sverdrup, senere ejer af Hakedalens Jærnværk, og Antonette Anker.
Sverdrup deponerede fra Kristiania Skole 1751. Han havde lyst til jus og skønlitteratur, men tog efter forældrenes vilje teologisk eksamen 1756 og blev 2 år efter personel kapellan hos Niels Dorph i Land. Her blev han lige til 1769, da han drog til København for at søge, og her fik han 1770 embedet som præst ved Waisenhuset. Da slotskaldet i Kristiania blev ledigt i juni 1771, rådede Stampe ham til at søge det, da Waisenhuset vilde blive lukket efter Struensees ordre. Han fik ikke slotskaldet og holdt på Waisenhusets stiftelsesdag i oktober 1771 en tale, der pådrog ham Struensees vrede.
Ved nytårstid 1772, da Waisenhusets nedlæggelse blev sat i værk, døde den nys udnævnte slotspræst, og kancelliet lod det udstå med besættelsen af hans embede, til det fik friere hænder, og i marts 1772 blev Sverdrup udnævnt. Han var efter stiftsprovst Holmboes død og biskop Nannestads resignation en længere tid konstitueret i deres embeder og var en vel anset mand, om hvis teologiske standpunkt og præstelige gerning dog intet vidnesbyrd foreligger uden hans egen udtalelse, at han "ikke var hengiven til den fanatiske Pietismum".
Ved sit giftermål 29. juni 1774 med Eleonora Leuch (født 1738, døbt 14. juni, død 12. april 1786), datter af grosserer Niels Leuch (død 1760) og Cathrine Hellesdatter (Heltzen) (død 1760) og enke efter grosserer Frederik Clausen (død 1773), blev han en formuende mand og forbunden med Kristianias handelsaristokrati. På hans overtalelse oprettede Bernt Anker det Ankerske Waisenhus, der endnu er i virksomhed. Han ejede Frogner Hovedgård og den pragtfulde bygning, der under navn af Grünings Løkke stod til 1860-årene. Den her løbende Præstegade har sit navn fra ham. På grund af svagelighed og tiltagende fedme tog han afsked 1795.